# Барсент
Барсент (д/н — 326 до н. е.) — державний та військовий діяч часів падіння імперії Ахемендів.

## Життєпис
Належав до перської або мідійської знаті. На часів вторгнення Олександра Македонського до Перської імперії був сатрапом Арахозії і Дрангіани. Вперше письмово згадується з приводу участі в битві при Гавгамелах 331 року до н. е. Він привів до царя війська арахозів та «гірських індів» (так греки називали дрангів). Під час бою був одним з начальників лівого флангу перського війська.
Після поразки Барсент брав участь у змові декількох перських сатрапів проти Дарія III. Змовники спочатку планували видати його македонянам. Втім Олександр Македонський не припиняв свого переслідування. У липні 330 року до н. е., дізнавшись про близьку гонитву, Барсент разом з Сатібарзаном вбили Дарія III. За цим Сатібарзан вдався македоняном, а Барсент супроводжував Бєсса, який в бактрії оголосив себе царем.
За цим спробував відвоювати свою сатрапію, чого йому не дозволили македонські загони. Тому він утік до одного з індійських царств. Новим сатрапом Арахозії призначили Менона. Деякий час зберігав владу в Дрангіані, але звідти його вигнав Олександр Македонський. Новим сатрапом призначено Арсака. Сам Барсент утік за річку Інд.
326 року до н. е. під час індійського походу Олександра Македонського його видали. За наказом останнього Барсента стратили.